# Nướng

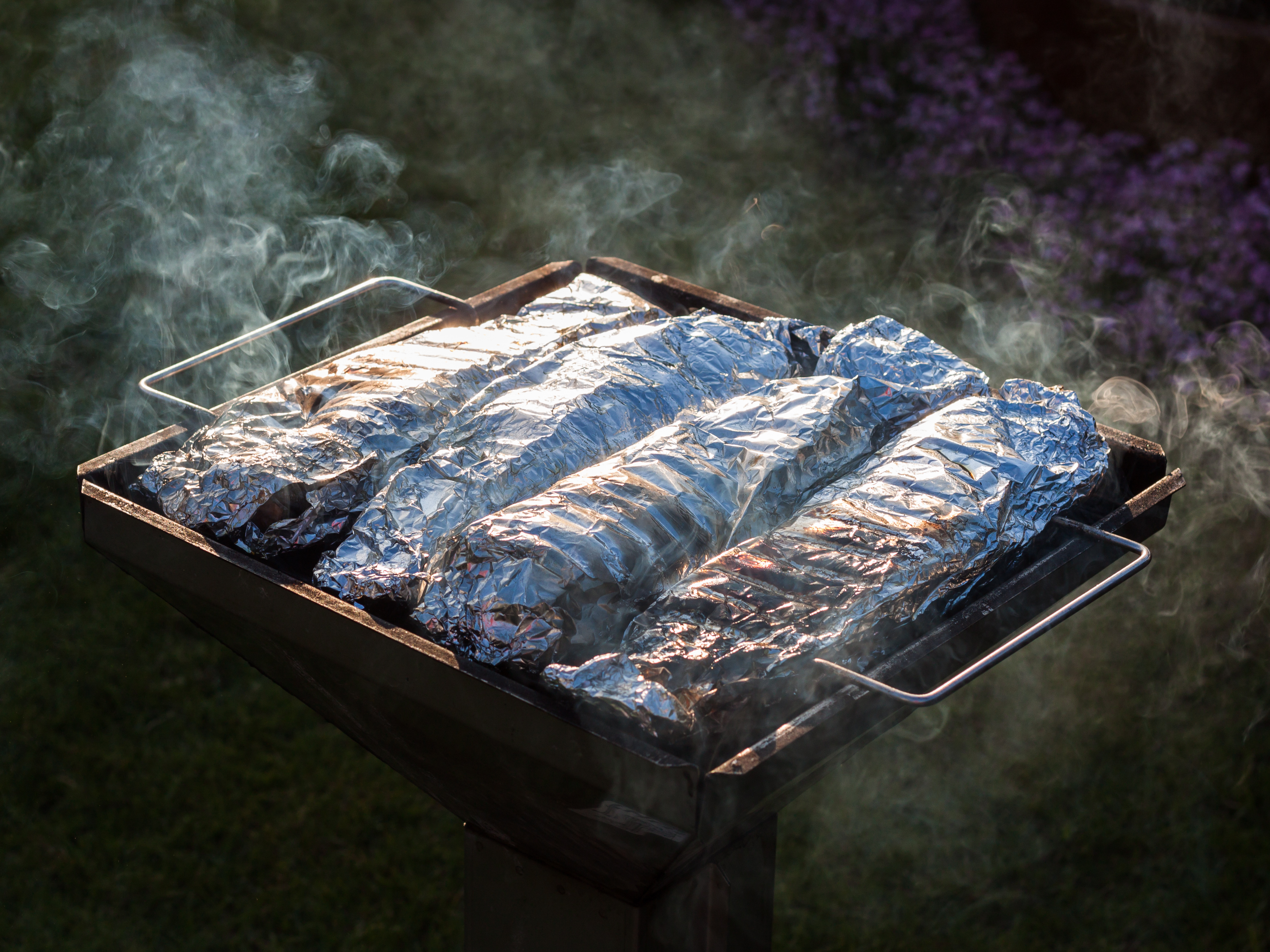
Nướng giấy bạc

Nướng là một cách chế biến món ăn. Thực phẩm được đặt vào môi trường có nhiệt độ cao để cho chín với bề ngoài bị cháy để tạo mùi thơm hoặc màu cho thực phẩm. Có nhiều cách nướng tùy theo tập quán và theo thực phẩm. Ngày xưa người ta nướng bằng cách đặt thực phẩm lên lửa hay vùi trong than hồng. Ngày nay người ta có thể nướng thực phẩm bằng cách đặt thực phẩm vào lò nướng điện hay chảo điện..

## Rủi ro về sức khỏe
Cũng như bất kỳ quá trình chiên hoặc nướng ở nhiệt độ cao, quá trình nấu nướng có thể tạo ra các hóa chất gây ung thư. Khi ăn thực phẩm bị đốt cháy trên ngọn lửa gas, chất dinh dưỡng kèm theo AGE - là hợp chất glycate hóa bền vững giúp thực phẩm có màu hấp dẫn sẽ đi vào tế bào, mạch máu, các mô. AGE xâm nhập vào cơ thể làm tổn thương tổ chức mô lành, còn gây các bệnh tim mạch, xương khớp, thần kinh. Ngoài ra bao gồm cả, đồ nướng được nướng trực tiếp trên bếp than củi hay than hoa cũng gây hại cho sức khỏe. Có nhiều nghiên cứu cho thấy rằng thịt hay cá nướng trên than sẽ khiến mỡ nhỏ giọt xuống than hồng bốc cháy tạo ra các phân tử hydrocarbure thơm đa vòng, chất này khi ăn vào cơ thể sẽ đến gan và biến thành chất độc đi xuống ruột, gây nguy cơ ung thư. Bên cạnh đó, việc nướng trên bếp than cũng tạo ra nhiều khí CO, một loại khí nguy hiểm cho sức khỏe nếu hít phải.
Tuy nhiên, có thể làm giảm đáng kể tỷ lệ tác hại các chất gây ung thư khi nướng thịt. Tỏi, hương thảo, dầu ô liu, quả anh đào và vitamin E đã được chứng minh là làm giảm sự hình thành của các hợp chất gây ung thư.

## Một số món nướng

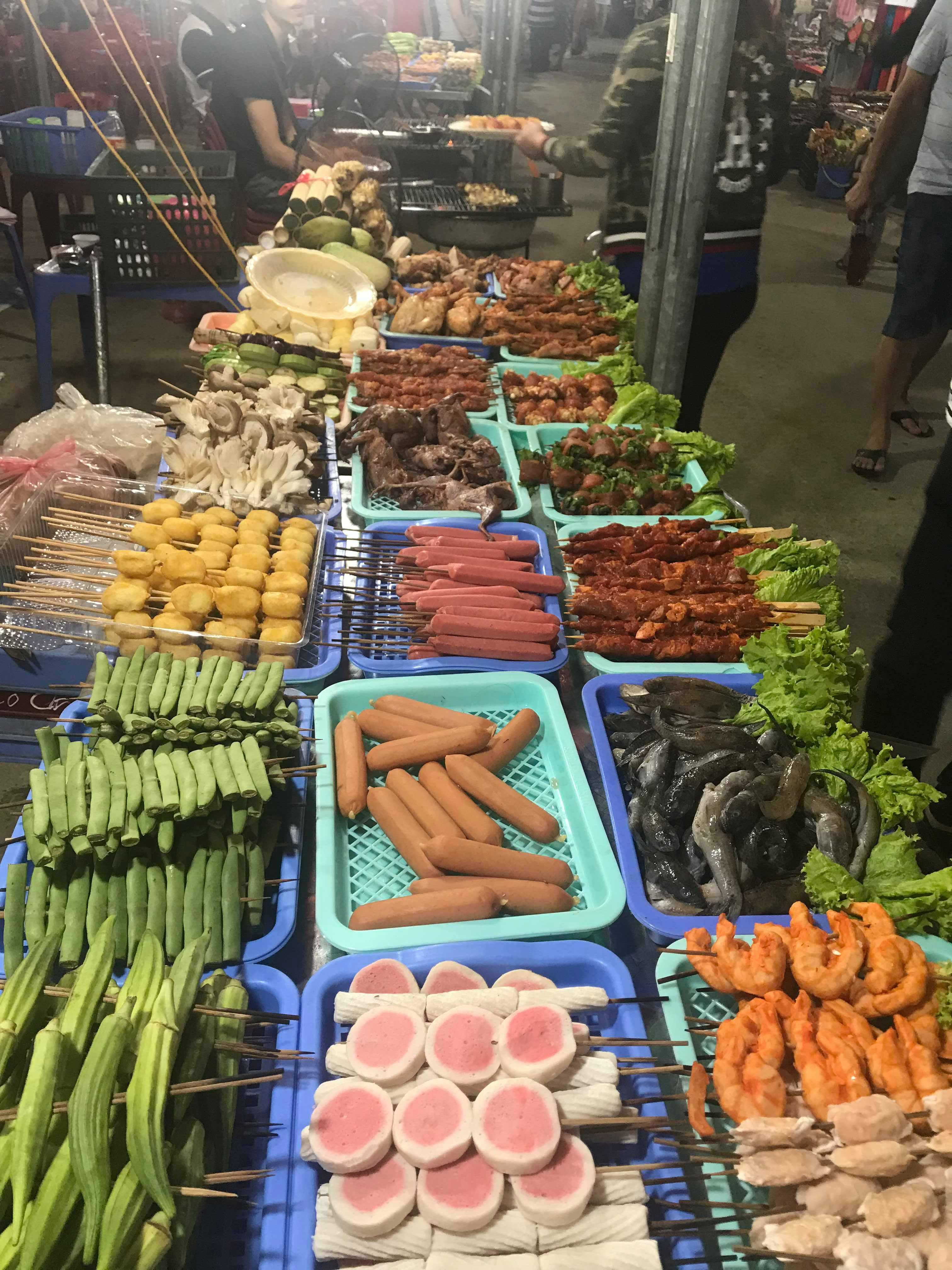
Đồ nướng ở Sapa
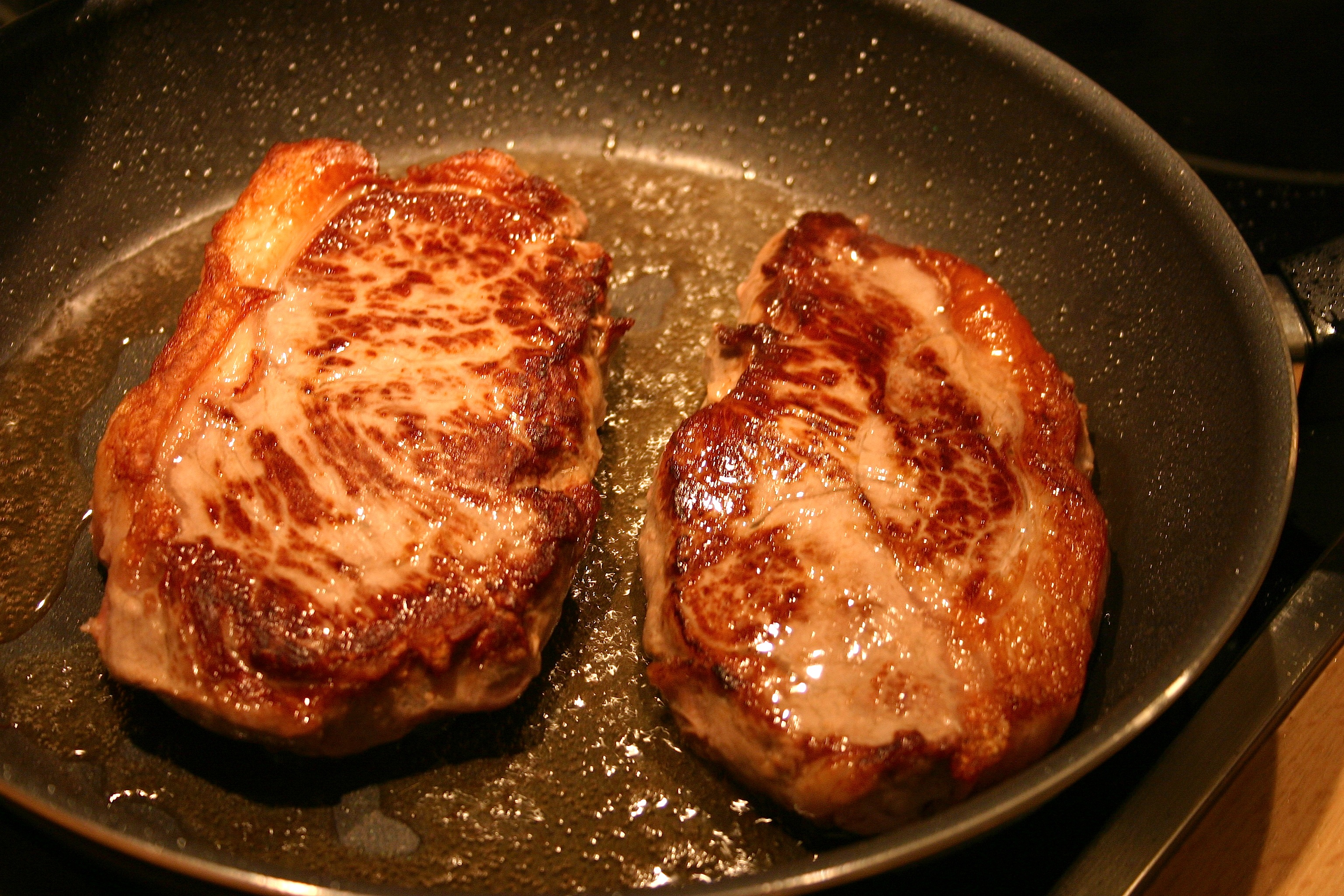
Bít tết
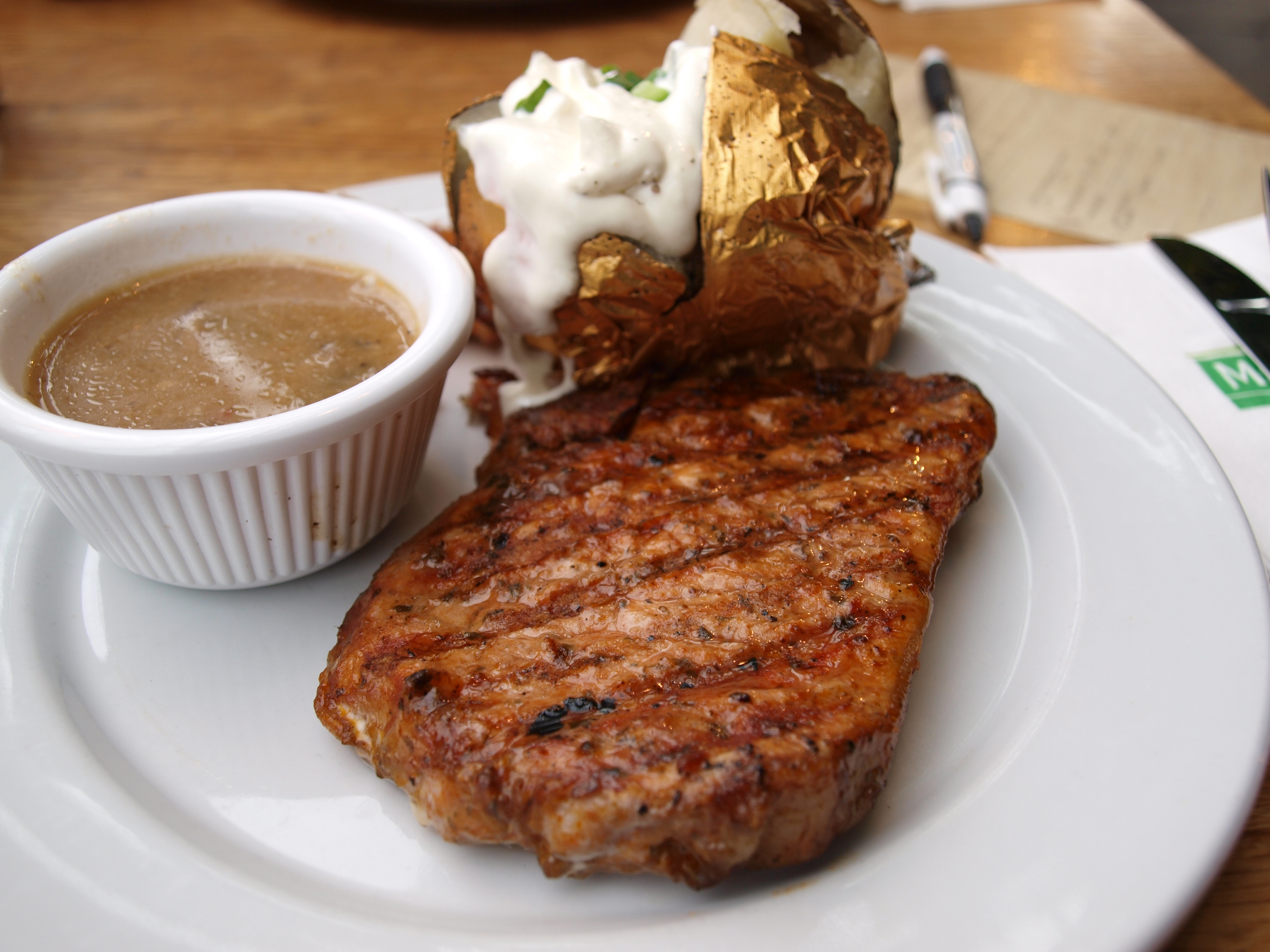
Bít tết với khoai tây nghiền và nước sốt
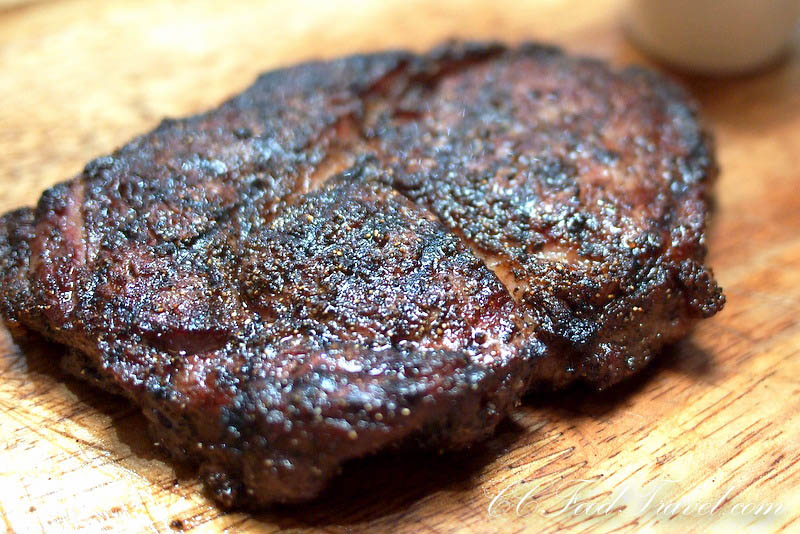
Bít tết
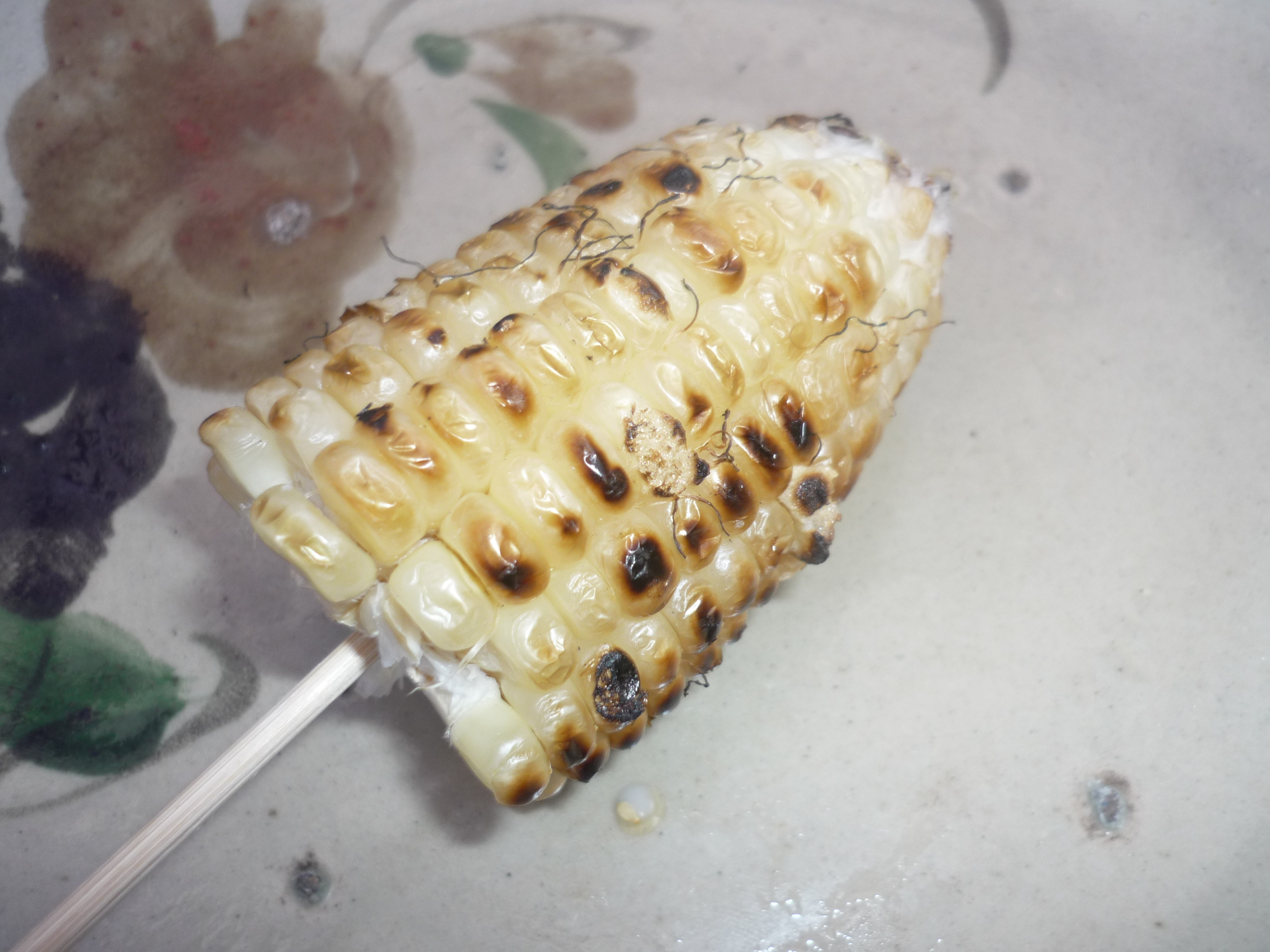
Bắp nướng
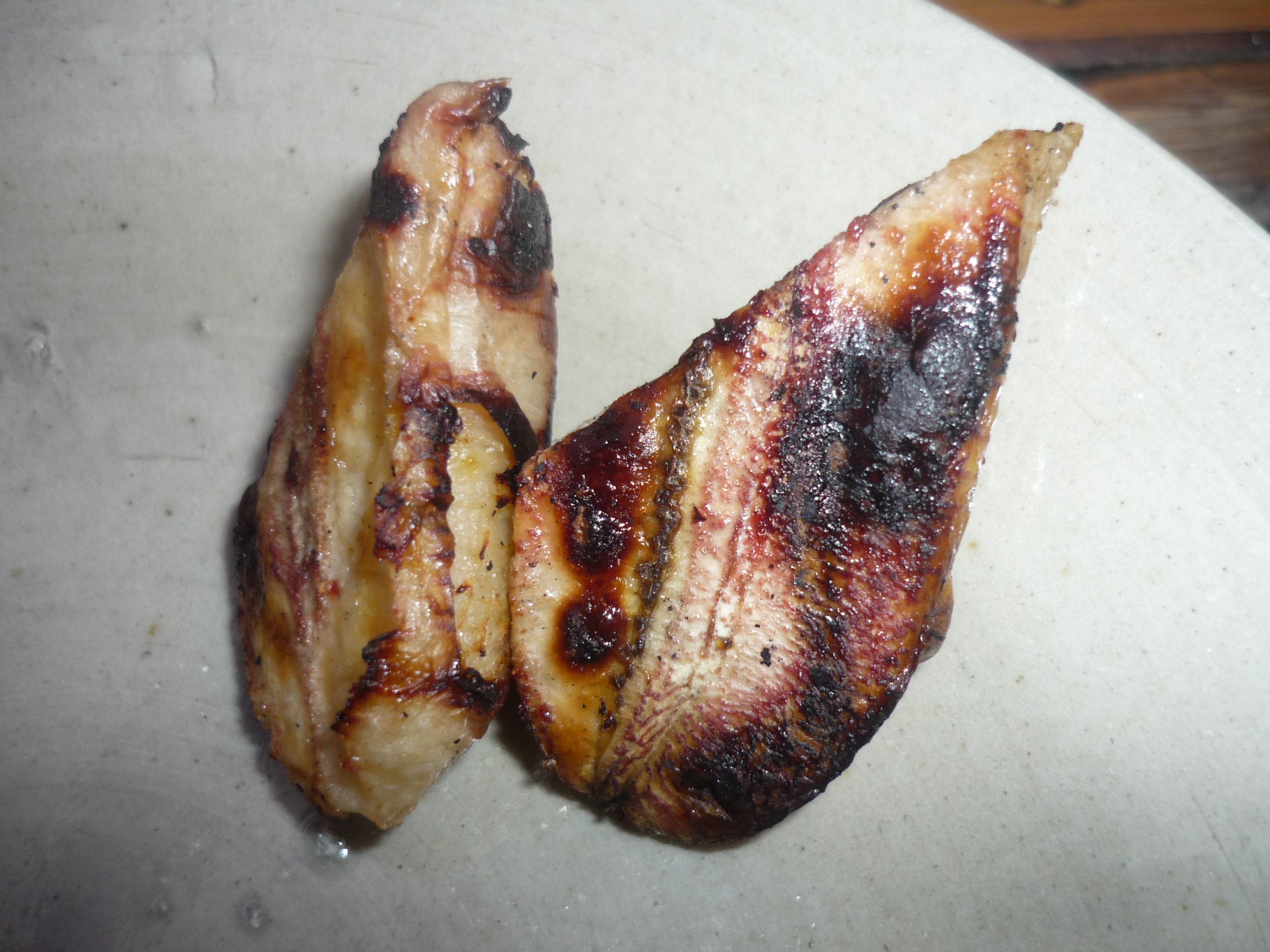
Chuối nướng
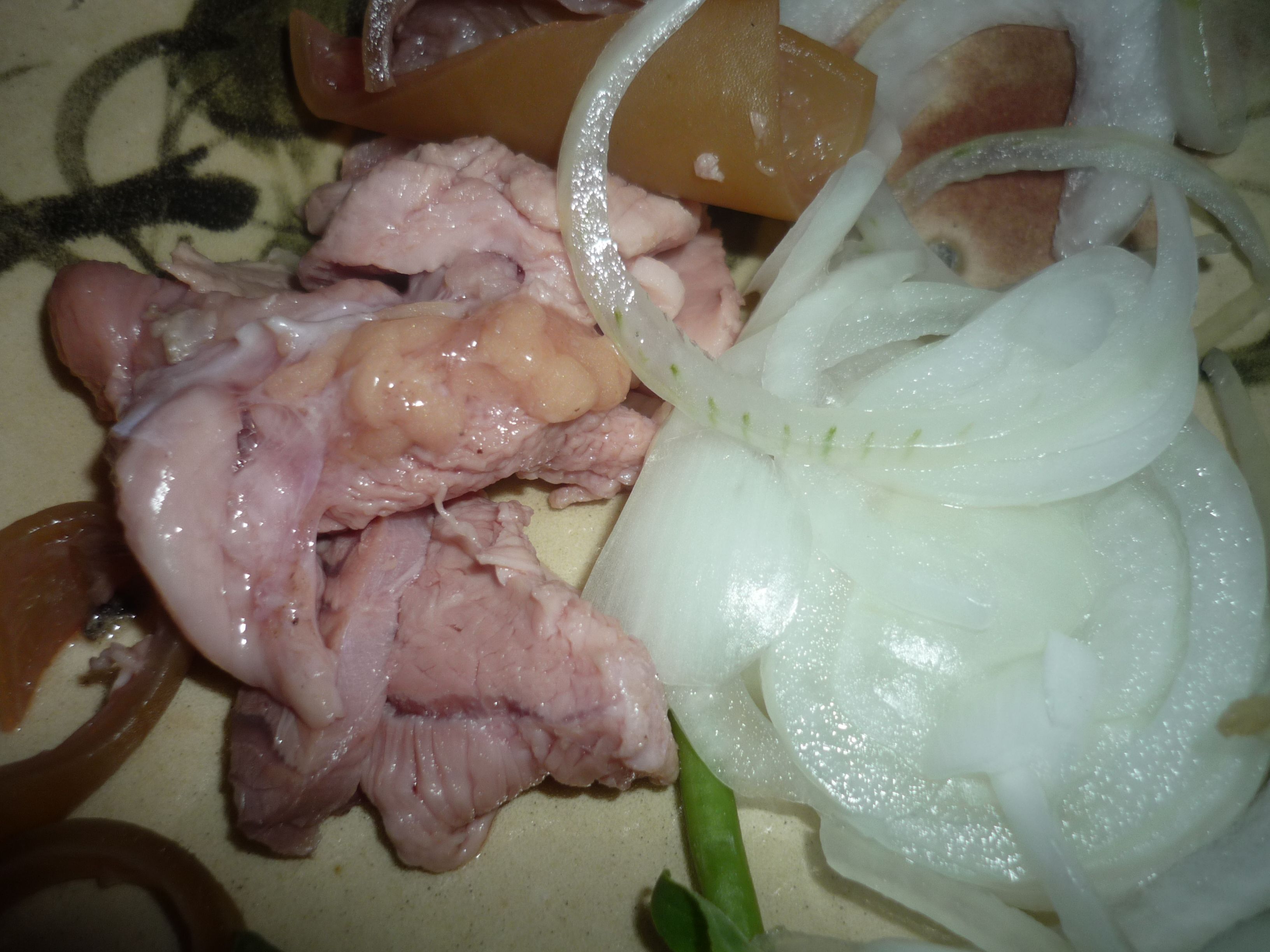
Bê thui
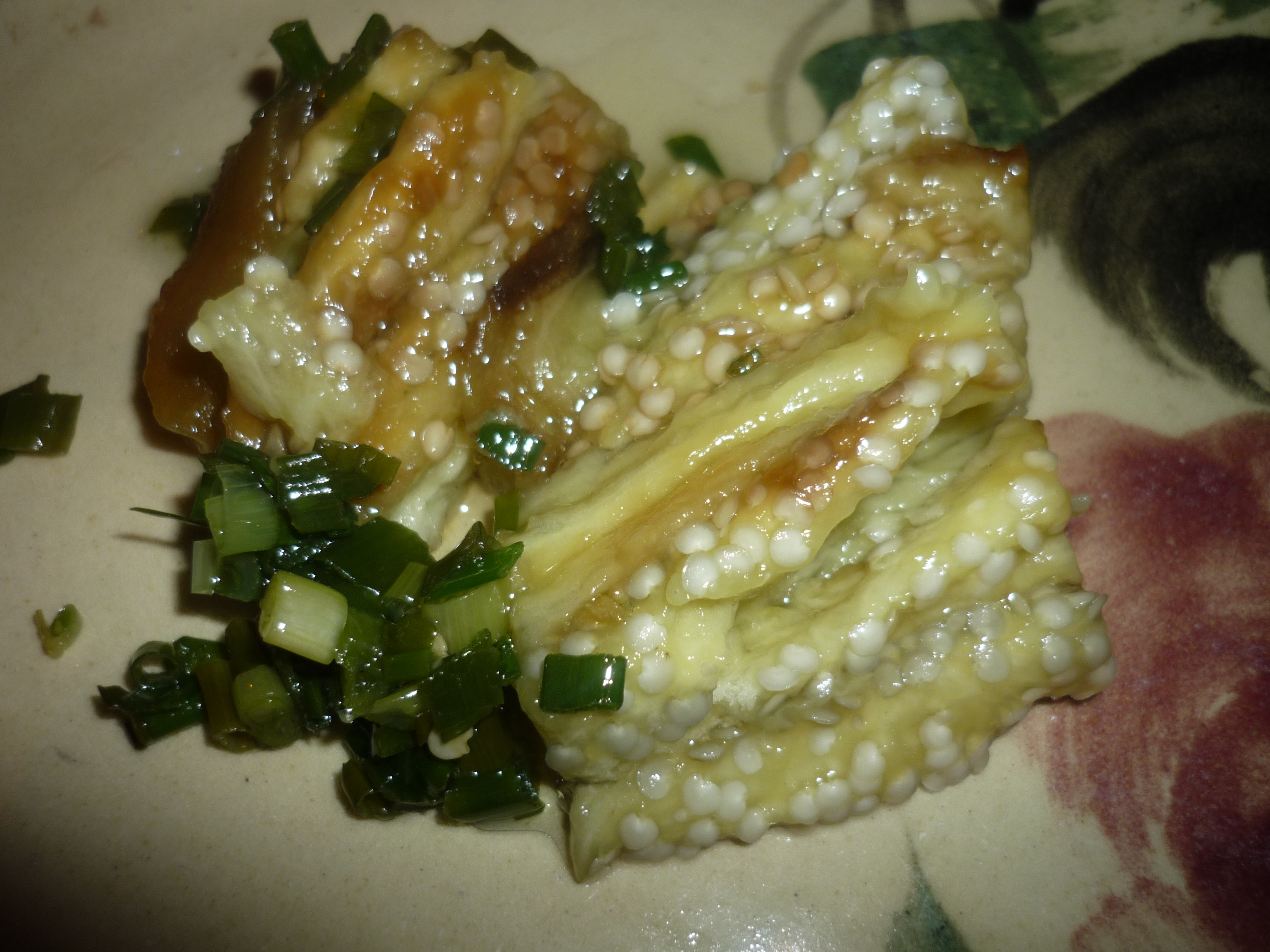
Cà tím nướng